# Neoplocaederus obesus
Neoplocaederus obesus (лат.) — вид жуков-усачей из подсемейства собственно усачей. Распространён на Андаманских островах, в Бангладеш, во Вьетнаме, в Индии, Китае, Лаосе, Мьянме, Таиланде, Тайване и Шри-Ланке. Кормовыми растениями личинок являются бомбакс капоковый, бутея односемянная, винная пальма, каштан мягчайший, хлопковое дерево, кофе аравийский, дао, мангифера индийская, птерокарпус мешковидный, Сал, терминалия войлочная, Toona ciliata, Sterculia urens, Lannea coromandelica, Kydia calycina, Gmelina arborea, Garuga pinnata, Cordia dichotoma, Buchanania lanzan и Boswellia serrata.